# Raiden II (système d'arcade)
Ne doit pas être confondu avec Raiden II (jeu vidéo).

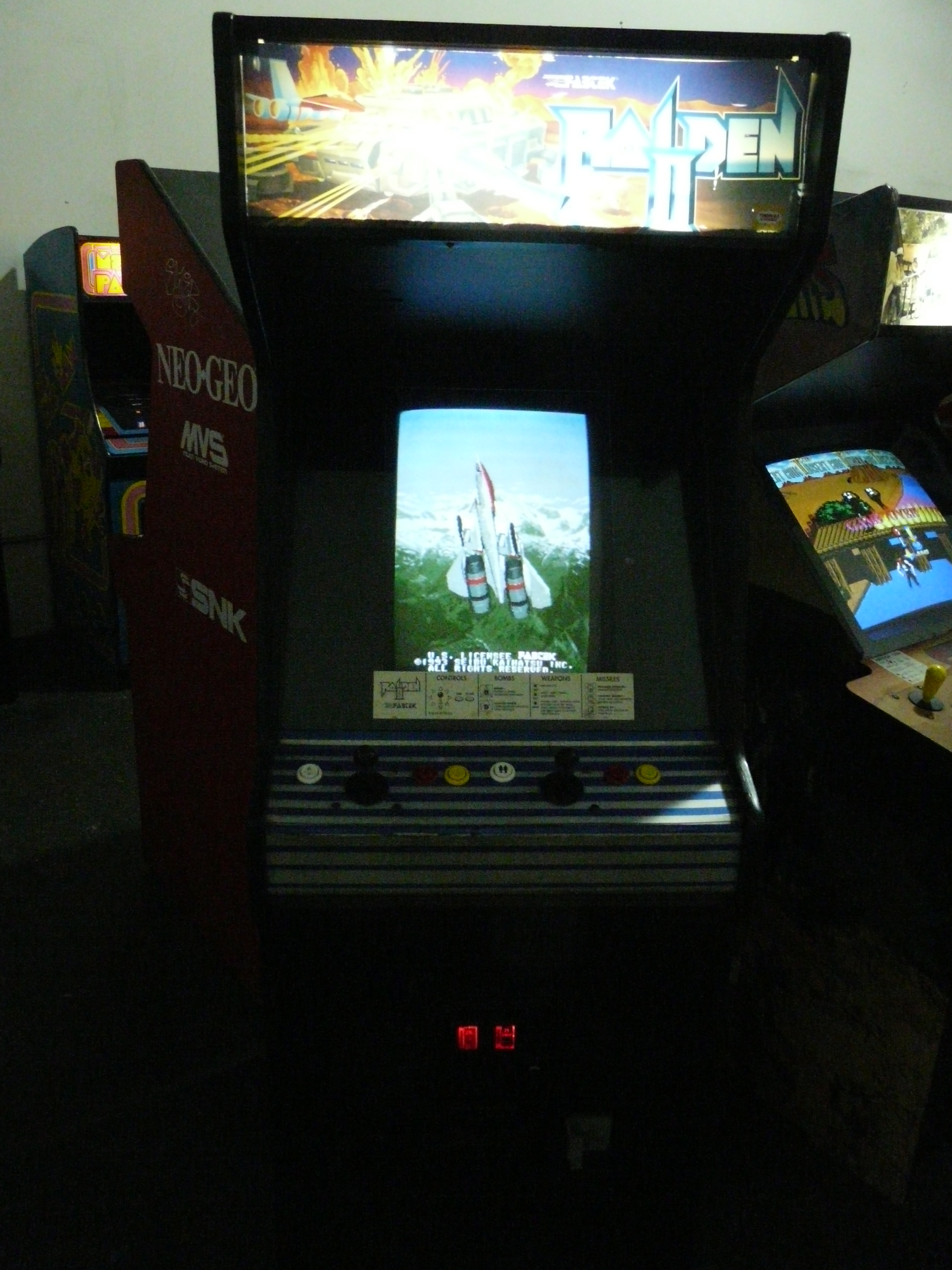
Borne du jeu Raiden II.

Le hardware de Raiden II est un système partagé par plusieurs jeux d'arcade, dont la première version a été commercialisée en 1993, par la société Seibu Kaihatsu.

## Description
Raiden II n'est pas à proprement parler un système d'arcade et n'a pas, officiellement, existé sous ce nom et en tant que tel. Mais une série de jeux a partagé un matériel commun, celui du jeu Raiden II. C'est bel est bien le même hardware de base, qui a servi pour ce premier jeu de la série, et qui sera utilisé pour plusieurs jeux.
Au total, entre les clones et les différentes révisions, c'est pas moins de 19 jeux qui vont partager les mêmes PCBs (avec quelques variantes selon les jeux).
Ce matériel se présente sous la forme d'une simple PCB sur laquelle sont montées en fixe les processeurs, les puces et roms du jeu,.
Comme processeur central ce hardware intègre NEC V30 et un Zilog Z80. Pour le son, Seibu a choisi un Yamaha YM2151 et OKI6295.
Une révision de Zero Team (New Zero Team) et de Raiden II / DX utilisent un processeur NEC V33 en lieu et place du V30.
Sur ce hardware, va voir le jour la suite d'une série mythique du shoot 'em up vertical, la série des Raiden.

## Spécifications techniques

### Processeur
- NEC V30 cadencé à 16 MHz
- Zilog Z80 cadencé à 3,579 545 MHz

### Audio
- Yamaha YM2151 cadencé à 3,579 545 MHz
- OKI 6295 cadencé à 1,022 727 MHz

## Liste de jeux
| Titre          | Développeur    | Éditeur        | Système   | Genre | Date |
| -------------- | -------------- | -------------- | --------- | ----- | ---- |
| Raiden II      | Seibu Kaihatsu | Seibu Kaihatsu | Raiden II |       | 1993 |
| Raiden II / DX | Seibu Kaihatsu | Seibu Kaihatsu | Raiden II |       | 1996 |
| Raiden DX      | Seibu Kaihatsu | Seibu Kaihatsu | Raiden II |       | 1994 |
| X Se Dae Quiz  | Dream Island   | Seibu Kaihatsu | Raiden II |       | 1995 |
| Zero Team      | Seibu Kaihatsu | Seibu Kaihatsu | Raiden II |       | 1993 |